# Batis (ave)
Batis é um gênero de ave da família Platysteiridae. Existem 19 espécies reconhecidas, classificadas no género Batis.
São aves de pequeno porte, com cabeça relativamente grande para o seu tamanho geral e cauda curta. Habitam zonas de floresta, mato e savanas. A grande maioria das espécies tem uma barra horizontal colorida na zona do peito, onde o dimorfismo sexual do grupo se torna evidente: as fêmeas têm uma barra castanha ou ocre, enquanto que os machos apresentam barra preta. Ambos os sexos têm cabeça e dorso cinzentos, máscara preta e a zona em trono dos olhos de cor amarela. As espécies distinguem-se pela distribuição geográfica e padrão de cores da plumagem, em particular a das asas. Alimentam-se de insectos, que apanham em voo.

## Espécies
- Batis diops
- Batis margaritae
- Batis mixta
- Batis reichenowi
- Batis dimorpha
- Batis-do-cabo, Batis capensis
- Batis-de-woodward, Batis fratrum
- Batis-comum, Batis molitor
- Batis-de-moçambique, Batis soror
- Batis-de-pririt, Batis pririt
- Batis-do-senegal, Batis senegalensis
- Batis-oriental, Batis orientalis
- Batis minor
- Batis perkeo
- Batis minima
- Batis ituriensis
- Batis occulta
- Batis poensis
- Batis minulla, Papa-moscas angolano